# Федяев, Михаил Никифорович
Михаил Никифорович Федяев (1895—1942) — советский спортсмен, первый чемпион СССР по плаванию вольным стилем на 50 и 100 м (1923 год).

## Биография
Родом из Тамбовской губернии, жил в Москве. Служил в морфлоте, после революции — в Московской ВЧК. Занимался плаванием.
Первый московский пловец, хорошо освоивший спринтерский кроль.
На чемпионате СССР по плаванию, проходившем в Москве 19-21 августа 1923 года, занял первое место на дистанциях 50 и 100 м. Показал результат соответственно 32,4 и 1.26,0.
Чемпион СССР в эстафете 4х100 вольным стилем (1924—1925). Серебряный призёр чемпионата на 50, 10 и 400 м (1924). Бронзовый призёр чемпионата на 100 м (1925).
С 1928 года первый директор водной станции «Динамо».
Один из организаторов спортивного плавания в московском клубе «Динамо». В 1934—1941 старший тренер детской спортивной школы плавания «Юный динамовец». Среди его воспитанников Нина Нестерова, Е.Тимошенко и многие другие знаменитые советские пловцы.
С началом Великой Отечественной войны, 5 июля 1941 года, добровольцем ушёл на фронт. Служил в составе 19-й стрелковой бригады. Погиб 5 марта 1942 года в боях за село Брынь, похоронен в деревне Верхнее Гульцово (Думиничский район Калужской области).